# آنتوان فرانسوا مارمونتل
آنتوان فرانسوا مارمونتل (به فرانسوی: Antoine François Marmontel) (تلفظ فرانسوی: [ɑ̃twan fʁɑ̃swa maʁmɔ̃tɛl]) (زادهٔ ۱۸ ژوئیهٔ ۱۸۱۶ – درگذشتهٔ ۱۶ ژانویهٔ ۱۸۹۸) نوازندهٔ پیانو، آهنگساز، موسیقی‌نگار، و معلم موسیقی اهل فرانسه بود.
او موفق به دریافتِ جایزهٔ لژیون دونور (افسر) شد.

## آثار
- هنر کلاسیک و مدرن پیانو (به فرانسوی: L'Art classique et moderne du piano (1876))
- پیانیست‌های مشهور (به فرانسوی: Les Pianistes célèbres (1878))